# Слава Севастополя
«Слава Севастополя» — щоденна севастопольська інформаційна газета. Розповсюджувалася за підпискою і через мережу «Союздруку». Редакція знаходилася на вулиці Маяковського, 5; редактор газети — Троїцька Наталія Василівна. Виходила щоденно крім неділі і понеділка у форматі А2 обсягом у 4 сторінки (по п'ятницях 8 сторінок) і накладом близько 17 тисяч екземплярів.
Газета курирувала понад 50 видань Севастополя і Криму. Була членом Всесвітньої газетної асоціації.

## Історія

Редакція газети.

Газета заснована 19 грудня 1917 року. В радянський період була міською газетою Севастополя. Одним з найвідоміших її редакторів був Іванов Володимир Іванович (1988–1995). Смертельно поранений 14 квітня 1995 року. На будівлі редакції йому встановлена меморіальна дошка.
Після розпаду Радянського Союзу газета втратила статус «міської», оскільки засновником видання став трудовий колектив. З 1999 року розпочалось формування власної поліграфічної бази видання, незалежної від міського бюджету.
У 2002 році газета удостоєна Почесної грамоти Кабінету міністрів України, колективу вручено Пам'ятний знак. Редактор газети Наталія Троїцька нагороджена орденом княгині Ольги ІІІ ступеня.
2022 року газета була закрита.